# Miechówek
Miechówek – jezioro w woj. wielkopolskim, w powiecie złotowskim, w gminie Jastrowie, leżące na terenie Równiny Wałeckiej.

## Dane morfometryczne
Powierzchnia zwierciadła wody według różnych źródeł wynosi od 14,28 ha (lustra wody) przez 18,5 ha do 20,02 ha (ogólna).
Zwierciadło wody położone jest na wysokości 124,9 m n.p.m.

## Hydronimia
Według spisu opracowanego przez Komisję Nazw Miejscowości i Obiektów Fizjograficznych (KNMiOF) nazwa tego jeziora to Miechówek.
Dane z państwowego rejestru nazw geograficznych podają też oboczną nazwę tego jeziora: Jezioro Czarne.